# 大西坝
大西坝，又名西渡堰，是中国浙江省宁波市海曙区的一处水利设施遗址。
地处海曙区高桥镇高桥村大西坝自然村东侧的大西坝河与姚江交汇处，原有古坝已毁，现存碶闸建于1962年。2011年，大西坝与姚江水系中多项水利设施一起以“姚江水利航运设施及相关遗产群”的名义被列入浙江省文物保护单位。2013年，大西坝和压塞堰遗址、小西坝旧址一起列入第七批全国重点文物保护单位（大运河——姚江水利航运设施子项）。

## 图片

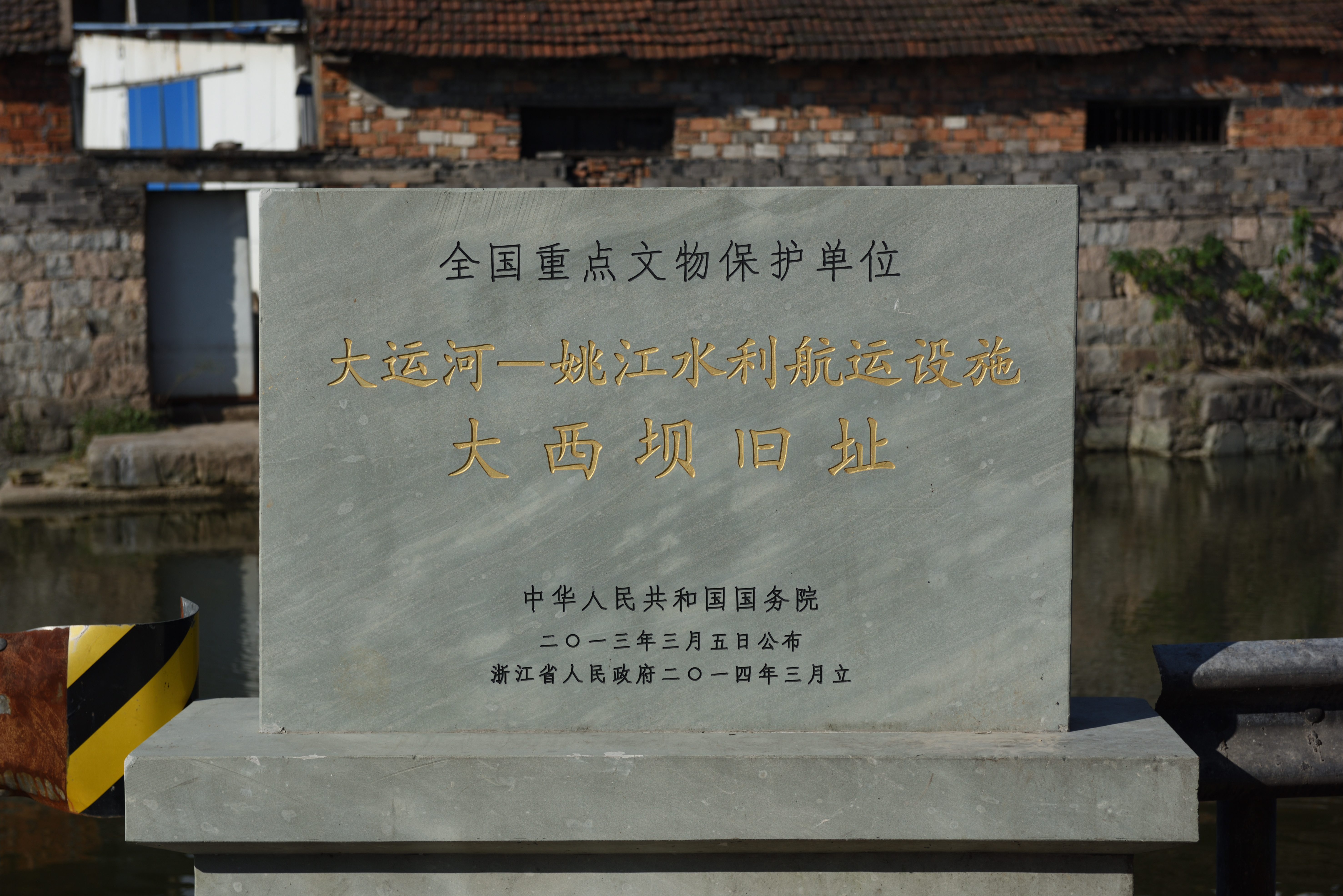
全国重点文物保护单位碑
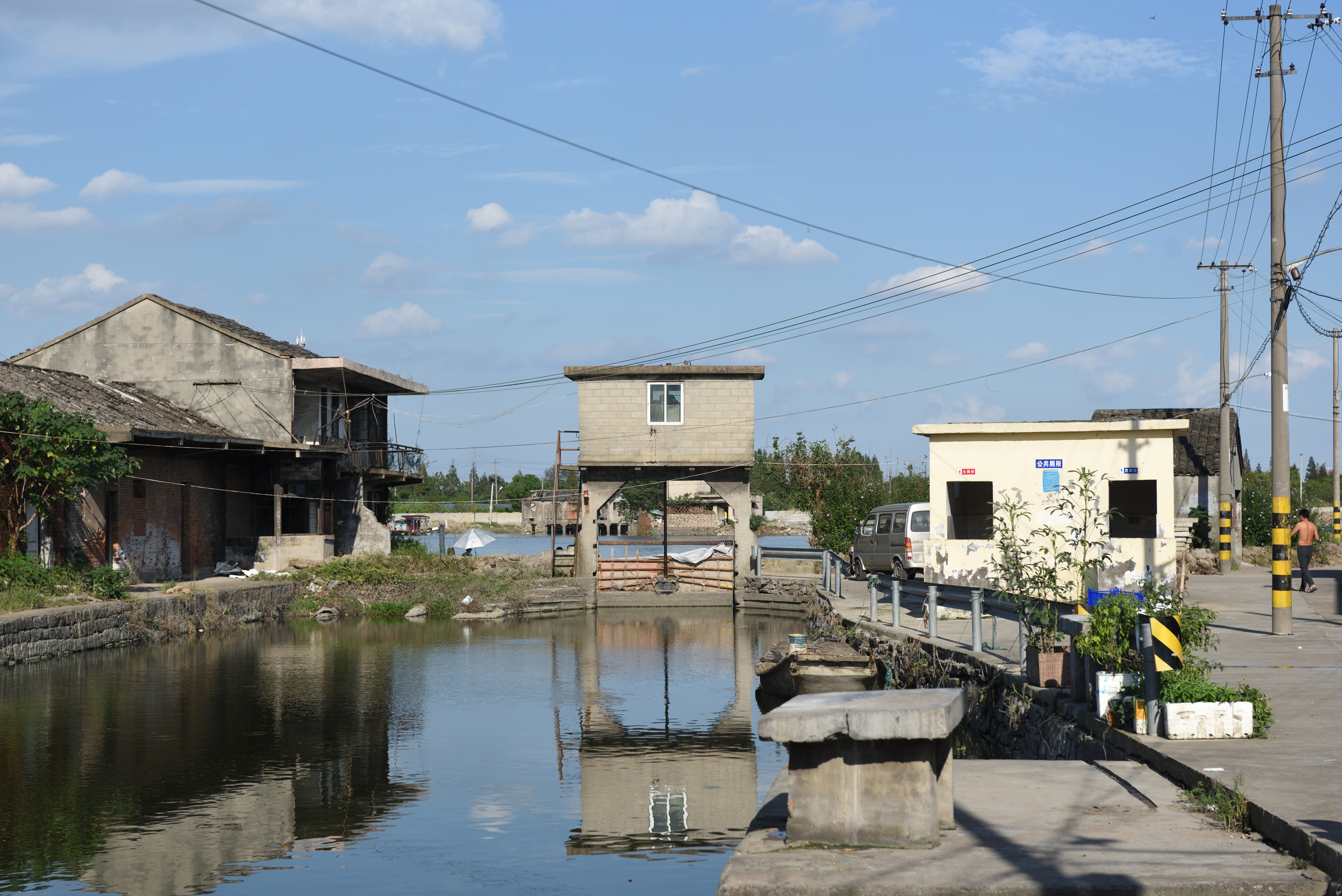
二道闸
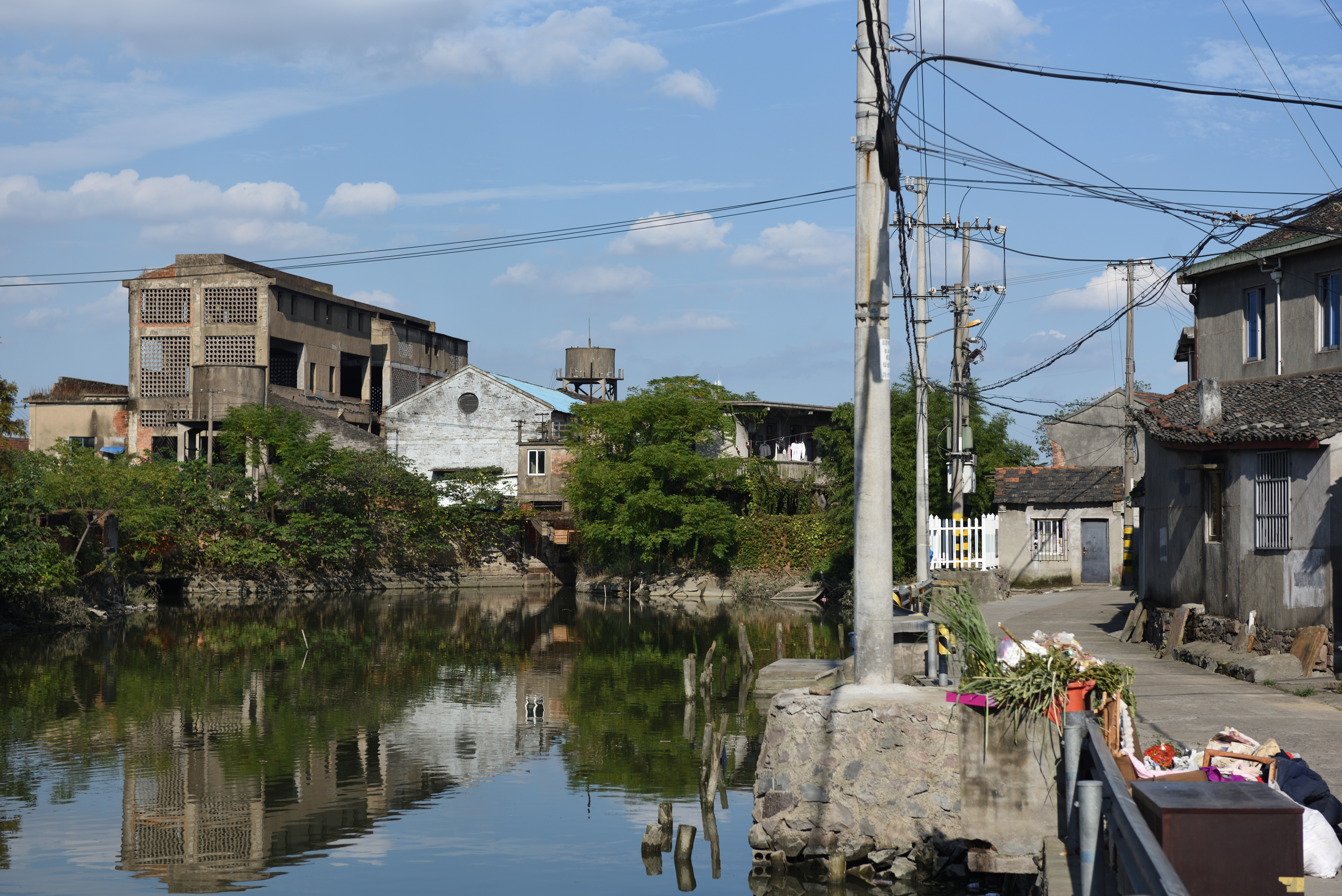
大西坝南侧
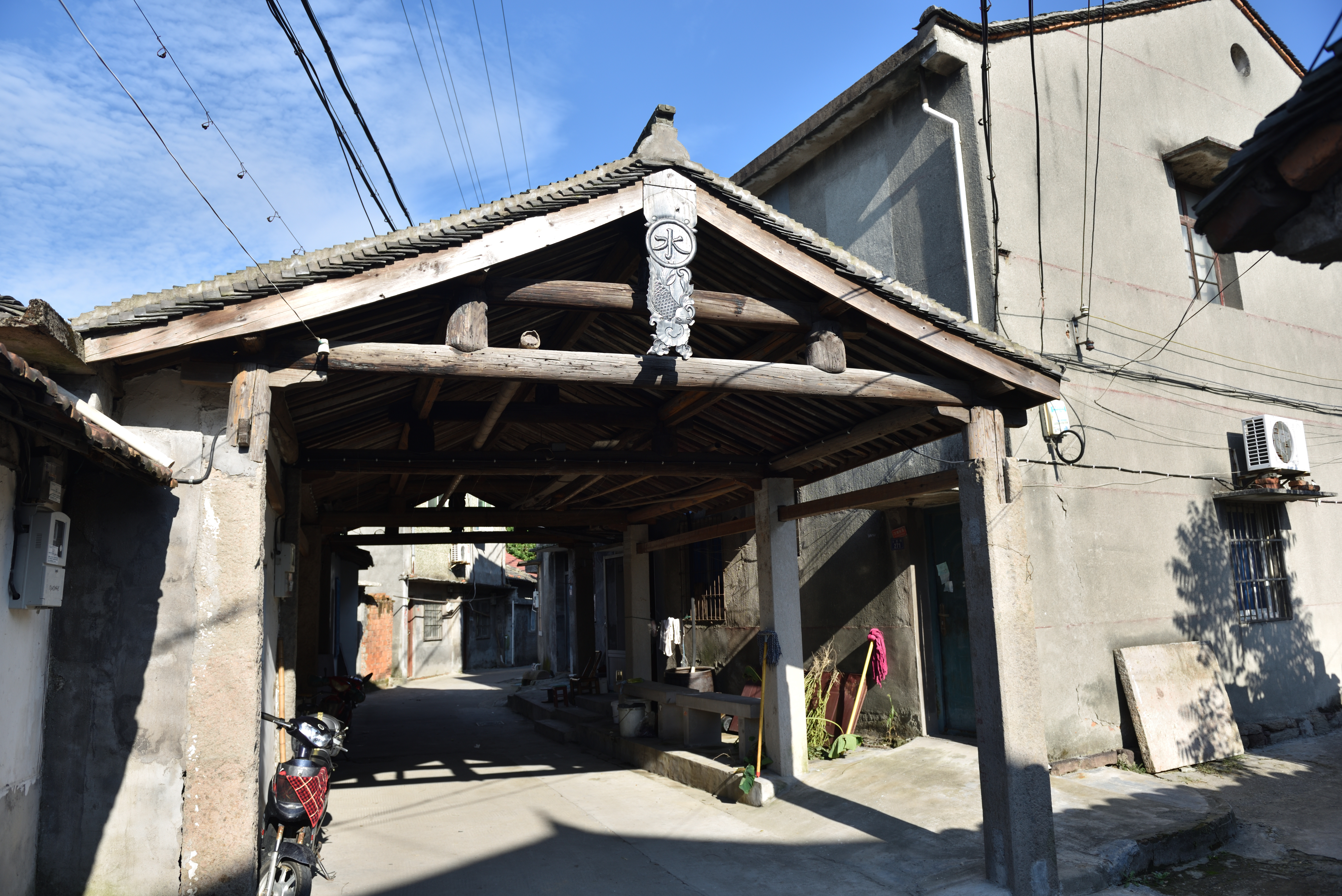
中凉亭，为海曙区文物保护点